# Pera coccinea
Pera coccinea là một loài thực vật có hoa trong họ Peraceae. Loài này được (Benth.) Müll.Arg. mô tả khoa học đầu tiên năm 1866.